# 奥斯卡·佩雷斯·罗哈斯
奥斯卡“厄尔·科内霍”佩雷斯·罗哈斯 (西班牙語：1973年2月1日—)是一名墨西哥足球运动员，曾经效力墨西哥足球甲级联赛球队蓝十字达20年。